# Lill Lindfors
Pour les articles homonymes, voir Lindfors.
 (janvier 2019).
Si vous disposez d'ouvrages ou d'articles de référence ou si vous connaissez des sites web de qualité traitant du thème abordé ici, merci de compléter l'article en donnant les références utiles à sa vérifiabilité et en les liant à la section « Notes et références ».
Lill Lindfors, née le 12 mai 1940 à Helsinki, est une chanteuse et présentatrice de télévision finno-suédoise.

## Biographie
Elle débute en tant qu'actrice dans les années 1960, puis rencontre un certain succès dans les pays scandinaves en tant que chanteuse.
En 1966, Lill Lindfors participe à l'Eurovision 1966 avec Svante Thuresson pour représenter la Suède. Leur duo (Nygammal vals / Hip man svinaherde) termine à la seconde place.
En 1985, elle présente le Concours Eurovision de la chanson 1985 en Suède à Göteborg.
En 1998, Lill Lindfors est nommée Ambassadrice de bonne volonté pour la Suède auprès de l'UNICEF.

## Discographie
Albums

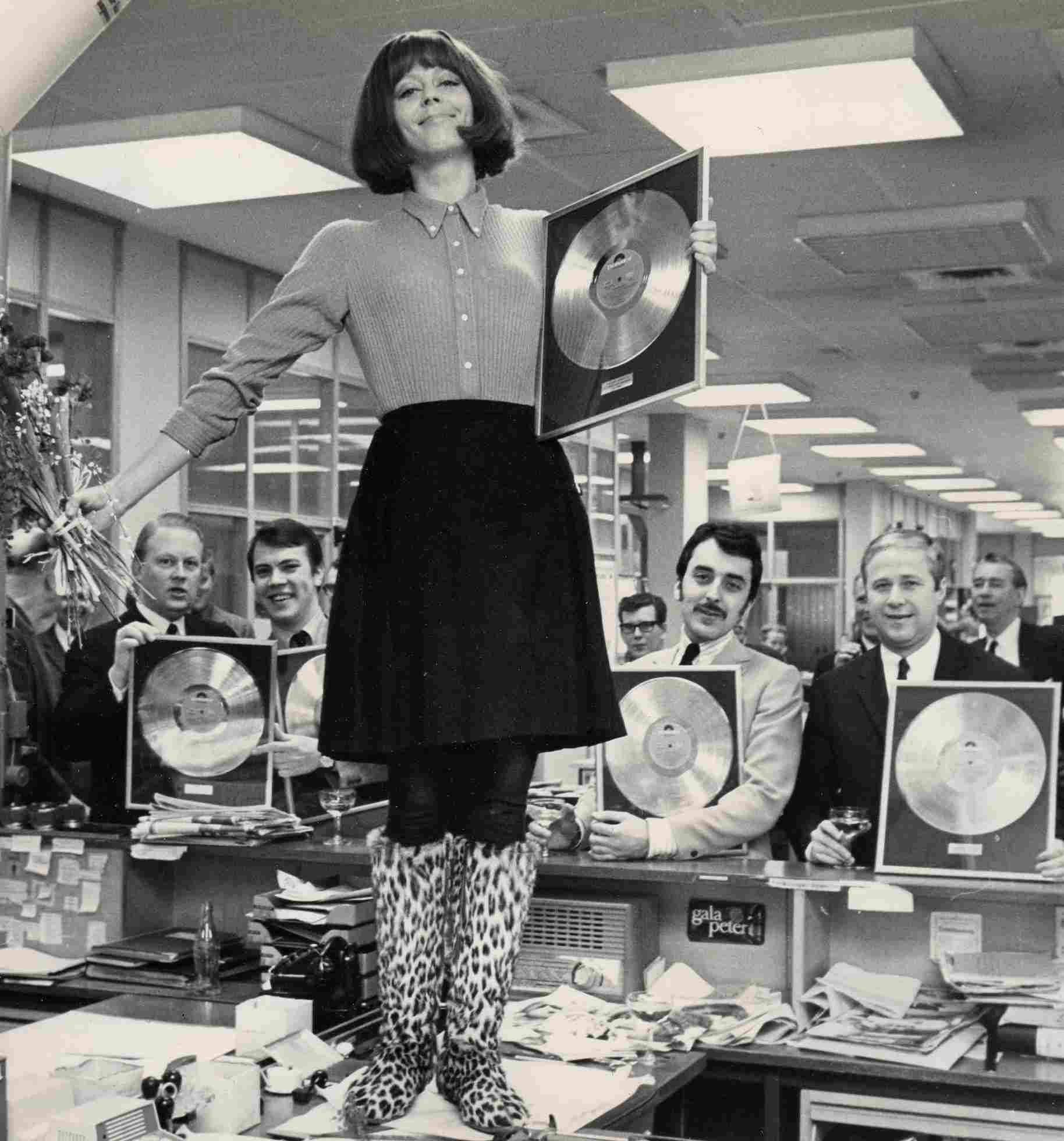
Lill Lindfors avec son disque d'or le 3 mai 1968.

- 1964 : Adam och Eva (avec Owe Thörnqvist)
- 1967 : Påsen (avec Anders Linder)
- 1967 : Du är den ende
- 1968 : Kom i min värld
- 1970 : Albin & Greta (avec Svante Thuresson)
- 1970 : Vi har varann
- 1970 : Mellan dröm och verklighet
- 1971 : Sång
- 1973 : Kom igen !

## Distinctions
- Médaille de Sa Majesté le Roi